# Neue Höder Wettern

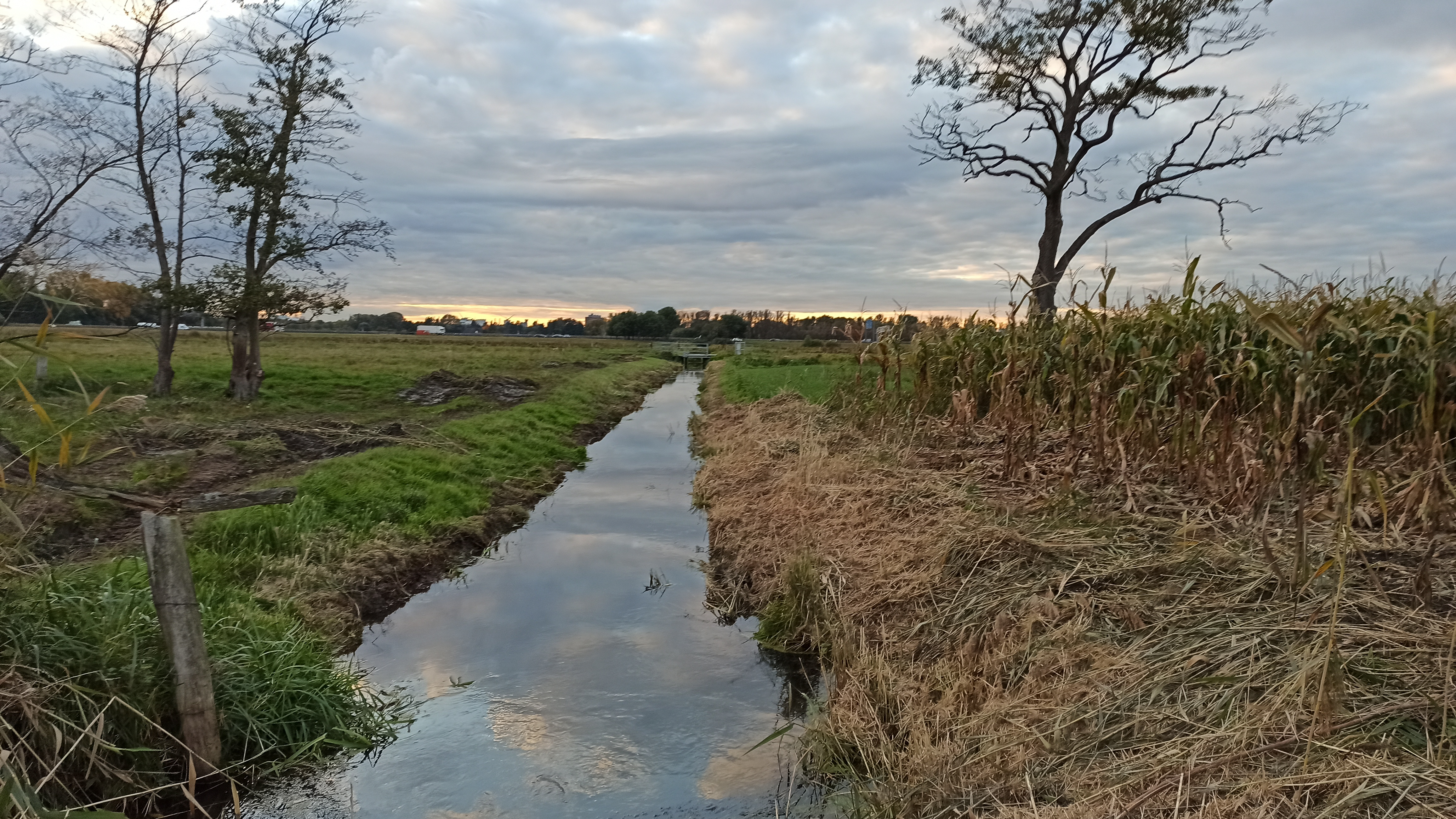
Neue Höder Wettern nahe Siedenfelder Weg

Die Neue Höder Wettern ist eine Wettern in Hamburg-Wilhelmsburg. Sie verbindet die Neue Stillhorner Wettern mit dem Bewässerungsgraben und der Goetjensorter Wettern.
Sie verläuft unter dem Moldauweg und der A1 hindurch.